# سعد مأمون
محمد سعد مأمون (14 مايو 1922 - 28 أكتوبر 2000) قائد عسكري مصري، تسلم قيادة القوات العربية في حرب اليمن في عام 1966 وقائد الجيش الثاني الميداني في حرب أكتوبر 1973 وهو قائد قوات الخطة «شامل» التي حاصرت الإسرائيليين في الدفرسوار وعمل محافظاً لمطروح والمنوفية والقاهرة من عام 1975 حتى عام 1983 وعين وزيرا للحكم المحلى في مارس 1983 وتوفى في 28 أكتوبر 2000.
التحق للدراسة بالكلية الحربية، وتخرج فيها برتبة ملازم ثان. وحصل على ماجستير العلوم العسكرية، وتخرج في الدورة الرابعة لكلية الحرب العليا. عمل عقب تخرجه من الكلية الحربية في القوات المسلحة، وتدرج في رتبها. ثم شغل وظيفة رئيس أركان، ثم قائد لواء مدرع، فرئيس أركان هيئة التدريب، ورئيس فرع التدريب بهيئة عمليات القوات المسلحة، ثم قائد فرقة مدرعة. عُين في وظيفة رئيس هيئة عمليات القوات المسلحة، ثم شغل منصب مساعد رئيس أركان حرب القوات المسلحة، ثم صدر قرار بتعينه قائدًا للجيش الثاني، ثم شغل منصب مساعد وزير الدفاع ورقي إلى رتبة الفريق.
اشترك سعد مأمون في عدة حروب، منها حرب فلسطين، العدوان الثلاثي، حرب اليمن، حرب 1967، وحرب أكتوبر، التي كان له فيها دور بارز.

## الأوسمة
حصل سعد مأمون على 22 وسامًا منها :
- نجمة سيناء
- ميدالية الخدمة الطويلة والقدوة الحسنة من الطبقة الأولى
- نوط التدريب من الطبقة الأولى
- وسام مأرب من اليمن
- ميدالية الاستحقاق من الجيش الشعبي الوطني من ألمانيا
- نوط الخدمة الممتازة
- وسام نجمة الشرف
- نوط الجمهورية العسكري من الطبقة الأولى.